# Xílum

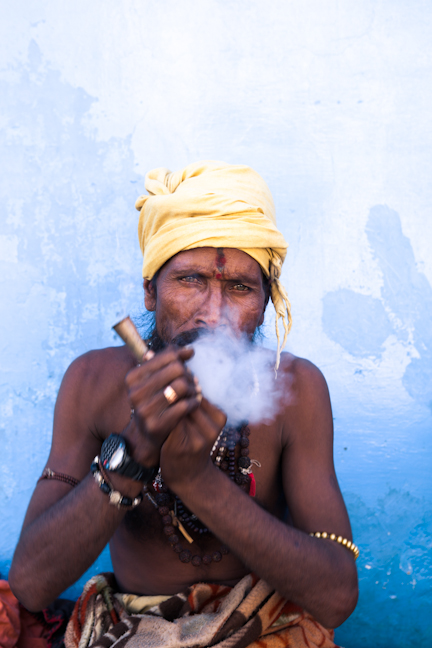
Sadhu (monjo hindú) fumant cànnabis amb un xílum

Un xílum (de l'anglès chillum / ˈtΡʃɪləm /; alhora de l'hindi चिलम chilam) és una pipa usada pels sadhus indis, pels rastafaris i per la gent que fuma cànnabis, opi o tabac.
El xílum es va usar per primera vegada a l'Índia, essent el primer registre del segle xviii. També apareix esmentat a l'informe Indian Hemp Drugs Commission de 1893. D'allà es va expandir a Orient Mitjà i Àfrica. Per exemple, a l'Iran es coneix com چلم čilam i també es fa servir. Després de la immigració de centenars d'indis a Jamaica, el moviment rastafari va adoptar el consum de cànnabis (anomenat ganja entre els rastes) i les seves formes de fumar-lo, com el xílum.
El xílum és una pipa de forma cònica feta habitualment d'argila, banya de vaca, vidre, pedra o fusta. Els xílums han estat utilitzats almenys des de l'any 1800 com a pipes pels sadhus a l'Índia per a consumir cànnabis.

## Ritual rastafari
El xílum és usat en diverses cerimònies rastafaris, com les reasoning sessions («sessions de raonament») o en grounations (en honor a la visita de l'emperador etíop Haile Selassie a Jamaica el 1966). Els xílums rastafaris es fabriquen a partir de banya de vaca o una peça cònica de fusta unida a un tub fet d'argila, goma o plàstic per on s'inhala.
Un subtipus de xílum és el chalice («calze» en anglès, anomenat així per una cita bíblica) el qual s'assembla al bong (una mena de narguil o pipa d'aigua), ja que està equipat amb una cambra de filtració d'aigua. Abans d'iniciar el ritu, s'honra i s'agraeix al déu rastafari, Jah.